# 塞森豪森
塞森豪森是德国莱茵兰-普法尔茨州的一个市镇。总面积5.47平方公里，总人口934人，其中男性468人，女性466人（2011年12月31日），人口密度171人/平方公里。